# هاري إي. تورنر
هاري إي. تورنر (بالإنجليزية: Harry E. Turner)‏ هو سياسي أمريكي، ولد في 25 ديسمبر 1927، وتوفي في 27 يوليو 2004. حزبياً، نشط في الحزب الجمهوري. وقد انتخب عضو مجلس نواب أوهايو.